# Аксентије Јанковић
Аксентије Јанковић био је српски сликар из Баната из прве половине 19. века. 

## Биографија
Јанковићево прво познато дело је "Портрет жене у белој хаљини" (1810) које је било одсликано у класицистичком маниру. Слика "Жена са црвеним огртачем" (1813) је бидермајерски декоративна, са меком фактуром и топлом хроматиком.
1819. Јанковић слика икону Богородице за манастир Рајиновац. 1822. нуди се ресавском кнезу Милосаву Здравковићу да слика иконостас у Свилајнцу. 1824. године на препоруку Вука Караџића долази у Крагујевац да слика портрете кнеза Милоша и његове породице.
Одсликао је иконостас у селу Павлишу у Банату (1856). Претпоставља се да је сликао у селу Месићу, за цркве у Пиркешу и Каполнашу, у Мишколцу и Сент Андреји.